# Antonius Colenbrander
Antonius Theodorus Colenbrander (Meester Cornelis, 3 de maio de 1889 - 24 de maio de 1929) foi um adestrador e oficial holandês, tetracampeão olímpico.

## Carreira
Antonius Colenbrander representou seu país nos Jogos Olímpicos de 1924 e 1928, na qual conquistou a medalha de ouro no CCE por equipes, em 1924.
Ele morreu prematuramente, após uma queda em seu cavalo em 1929.